# Сомлан
Сомла́н (фр. Sommelans) — коммуна во Франции, находится в регионе Пикардия. Департамент коммуны — Эна. Входит в состав кантона Виллер-Котре. Округ коммуны — Шато-Тьерри.
Код INSEE коммуны — 02724.

## Население
Население коммуны на 2010 год составляло 57 человек.
| 1962 | 1968 | 1975 | 1982 | 1990 | 1999 | 2010 |
| ---- | ---- | ---- | ---- | ---- | ---- | ---- |
| 72   | 51   | 50   | 44   | 50   | 53   | 57   |

## Экономика
В 2010 году среди 37 человек трудоспособного возраста (15—64 лет) 34 были экономически активными, 3 — неактивными (показатель активности — 91,9 %, в 1999 году было 67,6 %). Из 34 активных жителей работали 34 человека (18 мужчин и 16 женщин), безработных не было. Среди 3 неактивных 1 человек был учеником или студентом, 0 — пенсионерами, 2 были неактивными по другим причинам.